# Ахмад ибн Куйа
Ахмад ибн Куйа (Ахмад сын Куйи, др. вариант чтения Куваи, араб. أحمد بن كويه‎) — визирь Хазарского каганата, начальник гвардии ал-Ларисийа в 940-е годы.
Согласно аль-Масуди, оставившему наиболее подробное описание мусульманской общины Хазарии (ок. 943 года), царская гвардия, состоявшая из мусульман, имела собственного начальника, которого избирала из своей среды. Он занимал должность визиря и имел право верховной судебной юрисдикции над всеми мусульманами столицы. Вероятно, об этом же лице упоминает двумя десятилетиями раньше Ибн Фадлан, у которого он назван отроком царя и обозначен словом «хаз».
Омельян Прицак выдвинул гипотезу о связи между именем Куйа и арабской формой наименования Киева — Куйаба, усматривая в этом возможное участие хазар в основании города. В историографии эта версия распространения не получила, поскольку не подтверждается какими-либо фактами и является внутренне противоречивой.